# Imunidade
Na biologia, a imunidade (do latim immunitas) é definida como a capacidade de resistir a um agente causador de doença. A imunidade envolve componentes específicos e inespecíficos: os componentes inespecíficos atuam como barreiras ou eliminadores de uma ampla gama de patógenos, independentemente de sua composição antigênica. Outros componentes do sistema imunológico se adaptam a cada nova doença encontrada e podem gerar imunidade específica ao patógeno.

## Inata e adaptativa
O sistema imune é composto de dois componentes: imunidade inata e adaptativa. A imunidade inata é comum a todos os animais e plantas, enquanto a imunidade adaptativa ocorre apenas em vertebrados. A imunidade inata depende do reconhecimento de certas moléculas estranhas para estimular dois tipos de respostas imunes inatas: respostas inflamatórias e fagocitose. A imunidade adaptativa, por sua vez, consiste em células mais complexas chamadas linfócitos, que são programadas para distinguir entre substâncias externas específicas e substâncias internas.
A imunidade inata, também conhecida como imunidade nativa, é uma forma de imunidade semi-específica e amplamente distribuída. É definida como a primeira linha de defesa contra patógenos, representando uma resposta sistêmica crítica para prevenir infecções e manter a homeostase, contribuindo para a ativação de uma resposta imune adaptativa. Não se adapta a estímulos externos específicos ou a uma infecção anterior, mas depende do reconhecimento codificado geneticamente de padrões particulares, além de ser ativada imediatamente após a exposição a patógenos e que é a mesma, tendo ou não um contato prévio com o patógeno.
A imunidade adaptativa ou adquirida é o componente ativo da resposta imune do hospedeiro, mediada por linfócitos específicos para antígenos. Ao contrário da imunidade inata, a imunidade adquirida é altamente específica para um patógeno particular, incluindo o desenvolvimento de memória imunológica. A imunidade adaptativa pode ser adquirida 'naturalmente' (por infecção) ou 'artificialmente' (por meio de ações deliberadas, como a vacinação). A imunidade adaptativa também pode ser classificada como 'ativa' ou 'passiva'. A imunidade ativa é adquirida através da exposição a um patógeno, que desencadeia a produção de anticorpos pelo sistema imunológico. A imunidade passiva é adquirida através da transferência de anticorpos ou células T ativadas derivadas de um hospedeiro imune artificialmente ou através da placenta; é de curta duração, exigindo doses de reforço para imunidade contínua.

## História

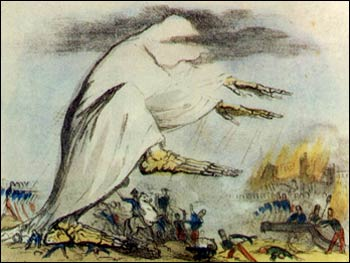
Uma representação da epidemia de cólera do século XIX.

O conceito de imunidade intrigou a humanidade por milhares de anos. A visão pré-histórica da doença era que forças sobrenaturais a causavam, e que a doença era uma forma de punição teúrgica. Entre a época de Hipócrates e o século XIX, as doenças eram atribuídas a uma alteração ou desequilíbrio em um dos quatro humores (sangue, fleuma, bílis amarela e bílis negra). Também popular nesta época, a teoria miasmática sustentava que doenças como a cólera ou a peste negra eram causadas por um miasma, uma forma nociva de "ar ruim".
A palavra moderna "imunidade" deriva do latim immunis, que significa livre ou isento de impostos ou serviço público. As primeiras descrições conhecidas do conceito de imunidade foram feitas pelo ateniense Tucídides em 430 a.C., quando descreveu a Peste de Atenas.
A primeira descrição clínica de imunidade induzida por um agente causador de doença específico foi feita provavelmente pelo médico islâmico Rasis no século IX, no "Tratado sobre Varíola e Sarampo" (Kitab fi al-jadari wa-al-hasbah), traduzido em 1848. No tratado, ele descreve a apresentação clínica da varíola e do sarampo e indica que a exposição a esses agentes específicos confere imunidade duradoura (embora ele não use o termo 'imunidade'). O primeiro cientista a desenvolver uma teoria completa da imunidade foi Ilya Mechnikov em 1882. Com Louis Pasteur e a teoria microbiana das doenças, a ciência incipiente da imunologia passou a explicar como os patógenos causavam doenças e como, após a infecção, o corpo humano ganha a capacidade de resistir a novas infecções.

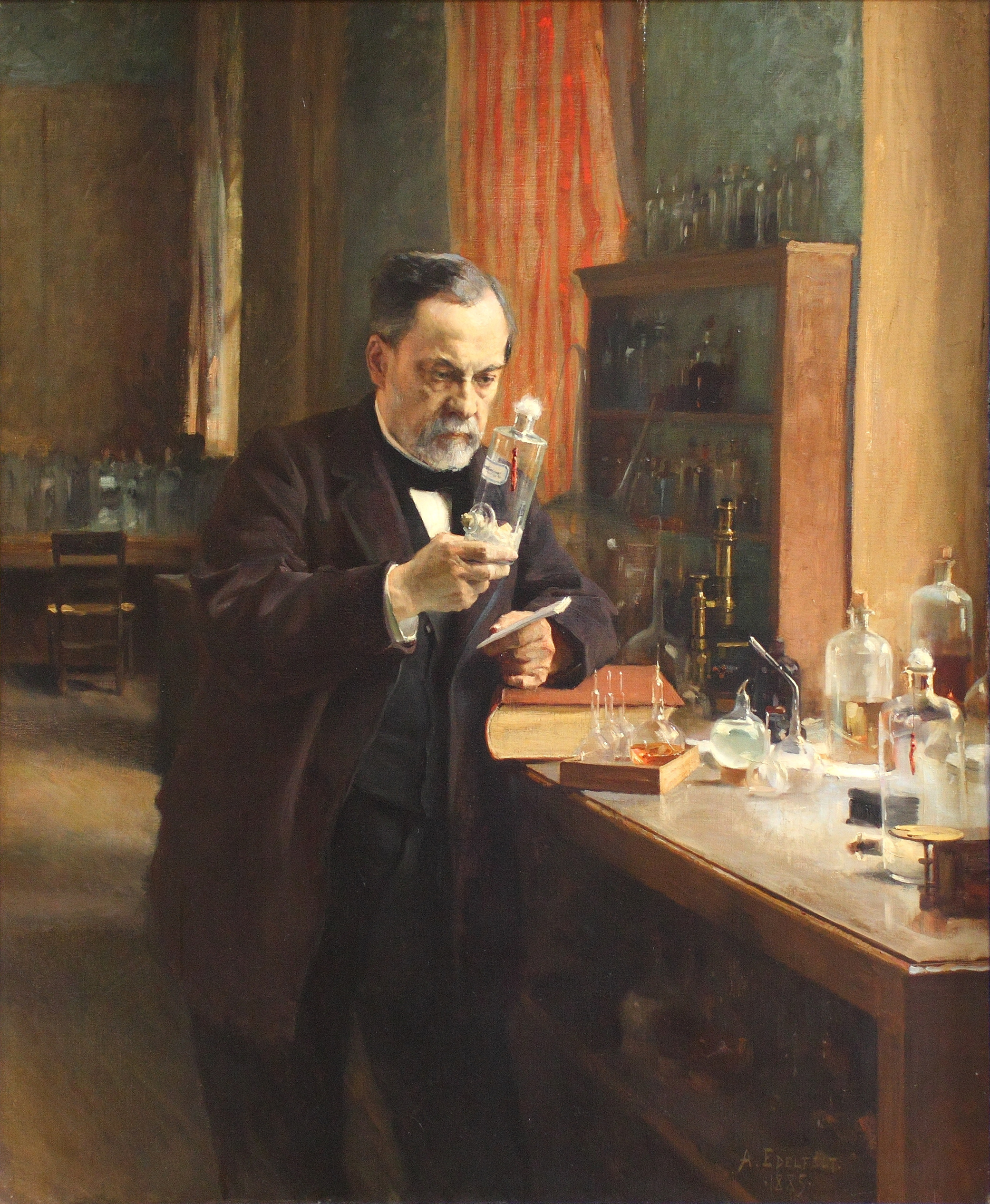
Louis Pasteur em seu laboratório, 1885 por Albert Edelfelt

O nascimento da imunoterapia ativa pode ter começado com Mitrídates VI do Ponto (120-63 a.C.). Para induzir a imunização para a peçonha de cobra, ele recomendou o uso de um método semelhante à soroterapia moderna com toxoides, bebendo o sangue de animais que se alimentavam de cobras venenosas. É possível que ele tenha assumido que o sangue desses animais adquirira uma propriedade desintoxicante, contendo componentes do veneno de cobra que poderiam induzir resistência a ele em vez de exercer um efeito tóxico. Mitrídates raciocinou que, ao beber o sangue desses animais, ele poderia adquirir uma resistência semelhante. Temendo ser assassinado por veneno, ele tomava doses sub-letais diárias de veneno para aumentar a tolerância. Ele também procurava criar um 'antídoto universal' para protegê-lo de todos os venenos.

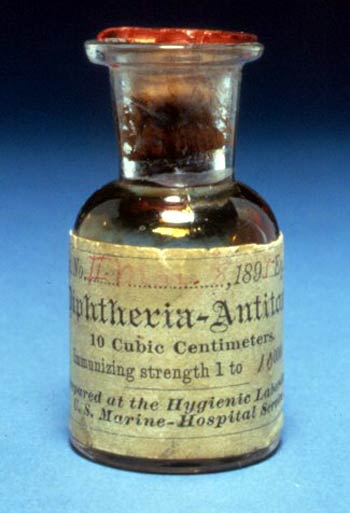
Um dos primeiros frascos (1895) de antitoxina diftérica produzida.

Em 1888, Emile Roux e Alexandre Yersin isolaram a toxina da difteria, seguindo a descoberta de 1890 por  Behring e Kitasato de uma antitoxina baseada na difteria e tétano, que se tornou o primeiro grande sucesso da imunologia terapêutica moderna.
Na Europa, a indução de imunidade ativa surgiu na tentativa de conter a varíola. A imunização, no entanto, existiu em várias formas por pelo menos mil anos. O uso inicial da imunização é desconhecido, entretanto, por volta de 1000 d.C., os chineses começaram a praticar uma forma de imunização por secagem e inalação de pós derivados das crostas de lesões de varíola. Por volta do século XV, na Índia, no Império Otomano e na África oriental, a prática da inoculação (cutucar a pele com material em pó derivado de crostas de varíola) tornou-se bastante comum. Esta prática foi introduzida pela primeira vez no ocidente em 1721 por Mary Wortley Montagu.
Em 1798, Edward Jenner introduziu o método muito mais seguro (vacina contra varíola), que causou uma infecção leve mas que também induziu imunidade à varíola. Em 1800, o procedimento já era conhecido como vacinação. O sucesso e a aceitação geral do procedimento de Jenner mais tarde conduziriam a natureza geral da vacinação desenvolvida por Pasteur e outros no final do século XIX. Em 1891, Pasteur ampliou a definição de vacina em homenagem a Jenner e tornou-se essencial qualificar o termo, referindo-se a vacina contra poliomielite, vacina contra sarampo, etc.

## Passiva

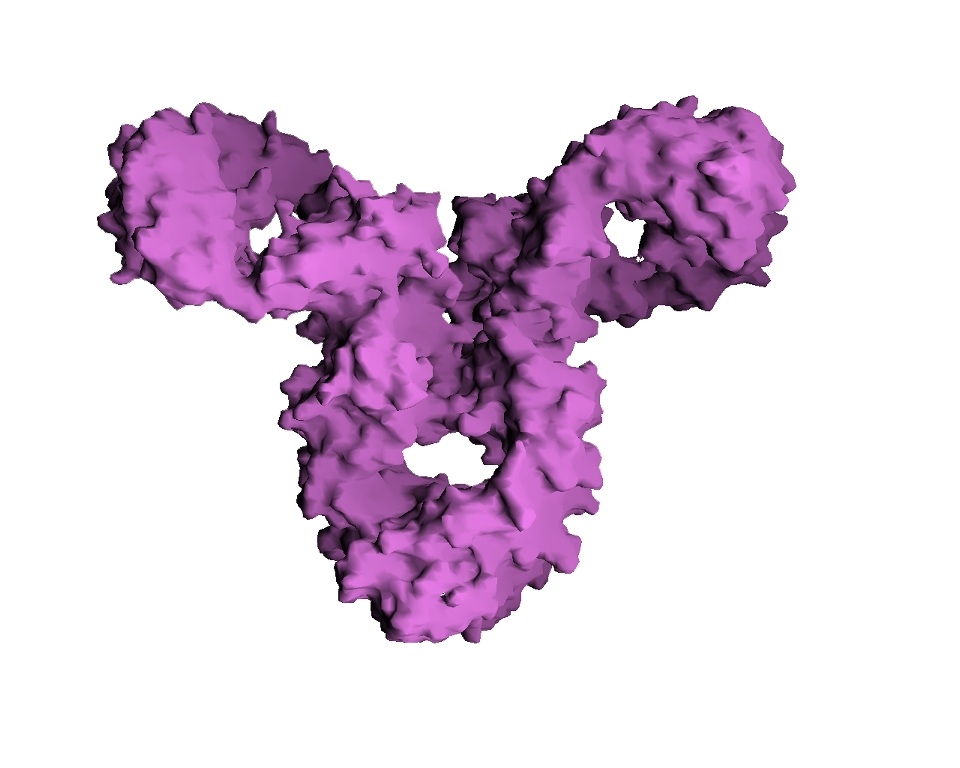
Superfície molecular da imunoglobulina (IgG) Superfície acessível à água como mostrado por Grasp (Anthony Nicholls, Kim Sharp e Barry Honig, PROTEÍNAS, Estrutura, Função e Genética, Vol. 11, No. 4, 1991, pg. 281ff). As estruturas são do Banco de Dados de Proteínas.

A imunidade passiva é conferida pela transferência de anticorpos de um indivíduo para outro. Ela pode ocorrer naturalmente, como ocorre na transferência de anticorpos entre a mãe e o feto, e também pode ser induzida artificialmente, através da transferência de anticorpos de uma pessoa imune para outra não imune (aplicação de imunoglobulina). A imunização passiva é usada quando há um alto risco de infecção e/ou tempo insuficiente para o corpo desenvolver sua própria resposta imunológica, ou para reduzir os sintomas de doenças em curso ou de imunossupressores. Todavia, ela fornece proteção imediata e de curta duração, portanto, o paciente corre o risco de ser infectado pelo mesmo patógeno posteriormente.

### Adquirida naturalmente
A imunidade passiva materna é um tipo de imunidade passiva adquirida naturalmente e se refere a anticorpos IgG transmitidos a um feto por sua mãe durante a gravidez. Os anticorpos maternos passam através da placenta por volta do terceiro mês de gestação. A imunidade passiva também é fornecida por meio da transferência de anticorpos IgA encontrados no leite materno, que são transferidos para o intestino da criança, protegendo contra infecções bacterianas, até que o recém-nascido possa sintetizar seus anticorpos.

### Adquirida artificialmente
A imunidade passiva adquirida artificialmente é uma imunização de curto prazo induzida pela transferência de anticorpos, que pode ser administrada por várias formas: como plasma sanguíneo, como imunoglobulina humana, e na forma de anticorpos monoclonais (MAb). A transferência passiva é usada na profilaxia de doenças de imunodeficiência. Também é usada no tratamento de vários tipos de infecções agudas e no tratamento do envenenamento. A imunização passiva artificial relaciona-se a um risco potencial de reações de hipersensibilidade e doença do soro.
A indução artificial da imunidade passiva foi usada por mais de um século para tratar doenças infecciosas e, antes do advento dos antibióticos, era frequentemente o único tratamento específico para certas infecções. A terapia com imunoglobulina continuou a ser uma terapia de primeira linha no tratamento de doenças respiratórias graves até a década de 1930, mesmo depois que muitos antibióticos foram introduzidos.

### Transferência de células T ativadas
A "imunidade adotiva" é mediada por células e conferida pela transferência de células T "sensibilizadas" ou ativadas de um indivíduo para outro. É raramente usado em humanos porque requer doadores histocompatíveis, que geralmente são difíceis de encontrar. Em doadores incompatíveis, esse tipo de transferência acarreta riscos graves de se desenvolver a doença do enxerto contra o hospedeiro. No entanto, tem sido usado para tratar certas doenças, incluindo alguns tipos de câncer e imunodeficiências.

## Ativa

A evolução temporal de uma resposta imunológica. Devido à formação de memória imunológica, a reinfecção em momentos posteriores leva a um rápido aumento na produção de anticorpos e na atividade das células T efetoras. Essas infecções posteriores podem ser leves ou mesmo inaparentes.

Quando as células B e células T são ativadas por um patógeno, os linfócitos B e T de memória se desenvolvem, resultando na resposta imune primária. Ao longo da vida de um animal, essas células de memória irão "lembrar" cada patógeno específico encontrado e podem montar uma forte resposta secundária se o patógeno for detectado novamente. As respostas primárias e secundárias foram descritas pela primeira vez em 1921 pelo imunologista inglês Alexander Glenny, embora o mecanismo envolvido só tenha sido descoberto mais tarde. A imunidade ativa frequentemente envolve os aspectos humorais e mediados por células da imunidade, bem como a entrada do sistema imunológico inato.

### Adquirida naturalmente
A imunidade ativa adquirida naturalmente ocorre quando uma pessoa é exposta a um patógeno vivo e desenvolve uma resposta imune primária, que leva à memória imunológica. Esse tipo de imunidade é "natural" porque a exposição deliberada não a induz. Muitos distúrbios da função do sistema imunológico podem afetar a formação da imunidade ativa, como imunodeficiência (formas adquiridas e congênitas) e imunossupressão.

### Adquirida artificialmente
A imunidade ativa adquirida artificialmente pode ser induzida por uma vacina, uma preparação contendo o antígeno. As vacinas induzem a formação de anticorpos contra determinado agente patogênico, estimulando uma resposta primária sem causar sintomas da doença.

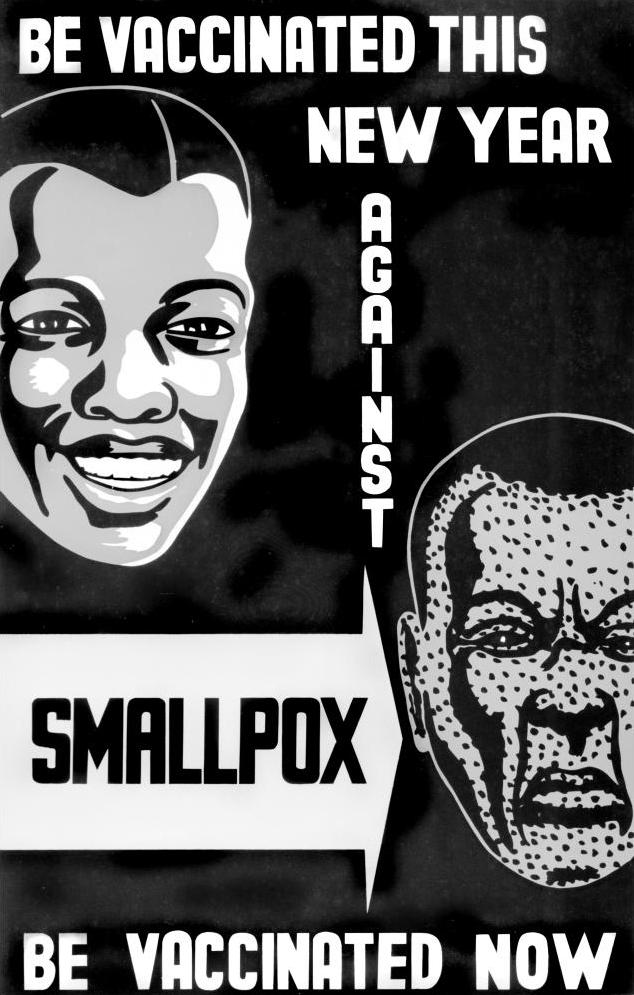
Cartaz de 1979 promovendo a vacinação contra a varíola.

Existem quatro tipos de vacinas tradicionais:
- Vacinas inativadas, compostas por microorganismos inativados (mortos) por agentes químicos e/ou físicos e que não são mais infecciosos. Por exemplo, as vacinas contra a gripe, cólera, praga e hepatite A são todas inativadas.[20] A maior parte dessas vacinas requer doses de reforço.
- Vacinas atenuadas e vivas, que consistem em microorganismos vivos cultivados em condições que impedem sua capacidade de induzir doenças. Essas respostas são mais duráveis, no entanto, podem exigir doses de reforço. Os exemplos incluem as vacinas da febre amarela, do sarampo, da rubéola e da caxumba.
- Toxoides são toxinas microbianas inativadas, nos casos em que estas são a causa de doenças (no lugar do próprio microrganismo), administrados antes de um encontro com a toxina do microrganismo. Exemplos de vacinas baseadas em toxóides incluem tétano e difteria.
- Vacinas de subunidades,[21] vacinas recombinantes, polissacarídicas e conjugadas são compostas de pequenos fragmentos ou pedaços de um organismo patogênico (causador de doenças).

Duas vacinações futuras:
- Vacinas de DNA: as vacinas de DNA são caracterizadas pela introdução de uma ou mais sequências de DNA do patógeno, capazes de induzir e/ou promover a resposta imune.[22]
- Vacinas de vetor recombinante: essas vacinas consistem em vírus vivos inofensivos geneticamente modificados para codificar um ou mais antígenos de um patógeno.[23] São amplamente utilizadas na medicina veterinária.